# میرکو بروچینی
میرکو بروچینی (انگلیسی: Mirko Bruccini؛ زادهٔ ۱۸ ژانویهٔ ۱۹۸۶) بازیکن فوتبال اهل ایتالیا است.
از باشگاه‌هایی که در آن بازی کرده‌است می‌توان به باشگاه فوتبال کرمونزه، باشگاه فوتبال اسپتزیا، باشگاه فوتبال رجانا، و باشگاه فوتبال ارورا پرو پاتریا ۱۹۱۹ اشاره کرد.